# Velódromo Saryarka
El Velódromo Saryarka (en kazajo: Сарыарқа велотрегі; en ruso: Велотрек Сарыарка) es un recinto deportivo multiuso bajo techo o velódromo localizado en Nur-sultán, la capital de Kazajistán. Construido en la forma de casco de un corredor, el velódromo es un complejo único para varios deportes que no sólo alberga una pista de ciclismo, pues en su área de 58 000 metros cuadrados de superficie contiene pistas deportivas, un centro de fitness, piscina, cancha de baloncesto, pista de hielo, así como salas de conferencias, un restaurante y un hotel.